# Кастриньяно-дель-Капо
Кастриньяно-дель-Капо (итал. Castrignano del Capo) — коммуна в Италии, располагается в регионе Апулия, в провинции Лечче.
Население составляет 5415 человек (2008 г.), плотность населения составляет 270 чел./км². Занимает площадь 20 км². Почтовый индекс — 73040. Телефонный код — 0833.
Покровителем коммуны почитается святой архангел Михаил, празднование 29 сентября.

## Демография
Динамика населения:

## Администрация коммуны
- Официальный сайт: http://www.comune.castrignanodelcapo.le.it Архивная копия от 28 августа 2019 на Wayback Machine

## Известные уроженцы
- Пиццоланте, Серджио, депутат Палаты депутатов